# UFC 309
UFC 309: Jones vs. Miocic è stato un evento di arti marziali miste tenuto dalla Ultimate Fighting Championship il 16 novembre 2024 al Madison Square Garden di New York City, negli Stati Uniti.

## Risultati
|                                        | Divisione               |                  |                 |                   | Metodo                                           | Round           | Tempo           | Premio          |
| Card Principale                        | Card Principale         | Card Principale  | Card Principale | Card Principale   | Card Principale                                  | Card Principale | Card Principale | Card Principale |
| -------------------------------------- | ----------------------- | ---------------- | --------------- | ----------------- | ------------------------------------------------ | --------------- | --------------- | --------------- |
| Sfida valida per il titolo di campione | Pesi massimi            | Jon Jones (c)    | batte           | Stipe Miocic      | KO tecnico (spinning back kick al corpo e pugni) | 3               | 4:29            | POTN            |
|                                        | Pesi leggeri            | Charles Oliveira | batte           | Michael Chandler  | Decisione unanime (49–46, 49–46, 49–45)          | 5               | 5:00            | FOTN            |
|                                        | Pesi medi               | Bo Nickal        | batte           | Paul Craig        | Decisione unanime (30–27, 30–27, 30–27)          | 3               | 5:00            |                 |
|                                        | Pesi mosca femminili    | Viviane Araújo   | batte           | Karine Silva      | Decisione unanime (29–28, 29–28, 29–28)          | 3               | 5:00            |                 |
|                                        | Catchweight (166.2 lbs) | Maurício Ruffy   | batte           | James Llontop     | Decisione unanime (29–28, 29–28, 29–28)          | 3               | 5:00            |                 |
| Card Preliminare                       |                         |                  |                 |                   |                                                  |                 |                 |                 |
|                                        | Pesi gallo              | Marcus McGhee    | batte           | Jonathan Martinez | Decisione unanime (29–28, 29–28, 29–28)          | 3               | 5:00            |                 |
|                                        | Pesi leggeri            | Jim Miller       | batte           | Damon Jackson     | Sottomissione (guillotine choke)                 | 1               | 2:44            |                 |
|                                        | Pesi leggeri            | David Onama      | batte           | Roberto Romero    | Decisione unanime (30–27, 30–27, 30–27)          | 3               | 5:00            |                 |
|                                        | Pesi massimi            | Marcin Tybura    | batte           | Jhonata Diniz     | KO tecnico (stop medico)                         | 2               | 5:00            |                 |
|                                        | Pesi welter             | Ramiz Brahimaj   | batte           | Mickey Gall       | KO (pugni)                                       | 1               | 2:55            | POTN            |
|                                        | Pesi welter             | Oban Elliott     | batte           | Bassil Hafez      | KO (pugni)                                       | 3               | 0:40            | POTN            |
|                                        | Pesi mosca femminili    | Eduarda Moura    | batte           | Veronica Hardy    | Decisione unanime (30–27, 29–28, 29–28)          | 3               | 5:00            |                 |

## Premi
I lottatori premiati ricevettero un bonus di 50.000 dollari.
Legenda:
- FOTN: Fight of the Night (vengono premiati entrambi gli atleti per il miglior incontro dell'evento)
- POTN: Performance of the Night (viene premiato il vincitore per la migliore performance dell'evento)